# Dag van Nationale Verbroedering en Eenheid
De Dag van Nationale Verbroedering en Eenheid is een feestdag in Suriname. Sinds 2020 wordt deze dag jaarlijks op 21 september gevierd.

## Voorgeschiedenis en instelling
Tijdens de Jagernath Lachmon-lezing in Amsterdam van 2018 kondigde VHP-leider Chan Santokhi aan om vanaf 2019 21 september te willen vieren als nationale verbroederingsdag. De keuze voor 21 september is een verwijzing naar de geboortedag van Jagernath Lachmon, die wel wordt gezien als de grondlegger van de verbroederingspolitiek.
In een informele setting, waaraan de VHP en de NPS deelnamen, werd de dag op 19 september 2019 voor het eerst gevierd. De viering liep samen met de instelling van de Dag der Migranten. Deze kende grote raakvlakken en werd op 1 september 2019 geïntroduceerd door de Nationale Commissie Herdenking Jubileumjaren, onder voorzitterschap van Henk Herrenberg (NDP).  Voor Chan Santokhi kwam de instelling van de Dag der Migranten als 'plotseling' aan.
Op 11 september 2020, Santokhi was inmiddels president van Suriname, diende de VHP het verzoek in bij de president om 21 september uit te roepen tot Dag van Nationale Verbroedering en Eenheid, met het doel om de verbroederingspolitiek van Lachmon te verduurzamen. De goedkeuring werd op 18 september 2020 bekendgemaakt door het ministerie van Binnenlandse Zaken.
De eerste nationale viering van de verbroederingsdag op 21 september 2020 werd bijgewoond door president Chan Santokhi (VHP), vicepresident Ronnie Brunswijk (ABOP), assembléevoorzitter Marinus Bee (ABOP), partijleider Gregory Rusland (NPS) en partijleider Paul Somohardjo (PL), met van oudsher een achterban bij respectievelijk de Hindoestanen, Marrons, Creolen en Javanen.

## Grondleggers van de verbroedering
Tijdens de eerste officiële viering van de Dag van Nationale Verbroedering en Eenheid in 2020 deelde Gregory Rusland (NPS) zijn waardering voor Lachmon, maar noemde hij de grondleggerrol tevens een gedeeltelijke eer, die Lachmon had gehad in wisselwerking met Johan Adolf Pengel (NPS). De samenwerking werd medio 20e eeuw door beide politici aangegaan, waardoor de basis voor de verbroederingspolitiek door beide werd gelegd, aldus Rusland. Deze mening was ook Ronnie Brunswijk (ABOP) toegedaan die aan Pengels "immense bijdrage binnen dit politieke gedachtegoed" memoreerde.